# Sint-bernard
De sint-bernard, ook geheten sint-bernardshond of bernhardiner, is een hondenras dat afkomstig is uit Zwitserland.

## Beschrijving

### Uiterlijk
De huidige sint-bernard is waarschijnlijk ook met de mastiff gekruist en veel te zwaar om nog als reddingshond te kunnen werken. De schoftmaat is 70–90 cm voor reuen, tegen 65–80 cm voor teven, maar ook grotere honden worden door de standaard toegelaten. Het gewicht kan wel 100 kg zijn.

Het hoofd van de sint-bernard is zwaar en heeft een licht geplooide huid. De stop is uitgesproken, de neus kort en vierkant. De lippen zijn enigszins hangend, de hoog aangezette oren vallen in een driehoek tegen de wang.

De hals is kort, de halshuid weinig geplooid. De rug is breed, schoft en croupe zijn duidelijk afgetekend en de buiklijn is nauwelijks opgetrokken. De achterhand is licht gehoekt, de voorhand normaal, de voeten zijn breed maar gesloten. De staart is hangend, lang en zwaar.

De vacht van de sint-bernard is ofwel lang ofwel kort. De beharing is bij beide vormen dicht en ligt tegen het lichaam aan. De kleur is roodbruin met witte aftekeningen aan de borst, poten, neus, nek en staartpunt.

### Karakter
De sint-bernard is een imposante, maar rustige hond. Ondanks zijn grootte is hij zeer sensibel en heeft hij een goed karakter. Maar er moet ook rekening gehouden worden met een zekere mate van eigenzinnigheid en een soms sterke neiging om zijn territorium te beschermen.

## Gezondheid
De sint-bernard is een grote, zware hond. Door zijn gewicht heeft hij een verhoogd risico, zoals alle grote rassen, om last van heupdysplasie en elleboogdysplasie te krijgen. De hond wordt meestal niet heel oud: de levensverwachting is circa 10 jaar.

## Oorsprong

### Naam
De naam "sint-bernard" is afkomstig van het Grote Sint-Bernard Hospitium, een hospitium gelegen in de vaak verraderlijke Grote Sint-Bernhardpas in de westelijke Alpen tussen Zwitserland en Italië. De bergpas, het klooster, het bijbehorende hospitium en de honden zijn vernoemd naar Bernard van Menthon, een monnik uit de 11e eeuw die het klooster en het hospitium heeft gesticht.
De naam "sint-bernard" werd pas na het midden van de 19e eeuw op grote schaal gebruikt. Voor 1850 werden de honden voornamelijk "alpenmastiff", "nobele rossen", "barryhonden" of "sinthonden" genoemd.

### Geschiedenis
De sint-bernard is verwant aan de Zwitserse sennenhonden. Het ras is gefokt uit de honden die vroeger door de augustijner monniken van het hospitium op de Grote Sint-Bernhardpas gebruikt werden als reddingshond. Befaamd is de hond Barry, die 40 of meer mensen het leven gered zou hebben. Het vaatje met brandewijn (of rum) voor de verkleumde reizigers is echter een verzinsel.

Rond 1830 zijn de honden van het hospitium gekruist met langharige berghonden (die de newfoundlander en de Pyrenese berghond worden genoemd), waardoor naast de oorspronkelijke kortharige sint-bernard ook een langharige variant ontstond. Deze bleek voor het werk in de sneeuw echter ongeschikt.

Sinds het einde van de 19e eeuw wordt het ras als huishond gefokt. De eerste officiële standaard dateert van 1887. De sint-bernard is sindsdien altijd populair geweest in Europa en Noord-Amerika.

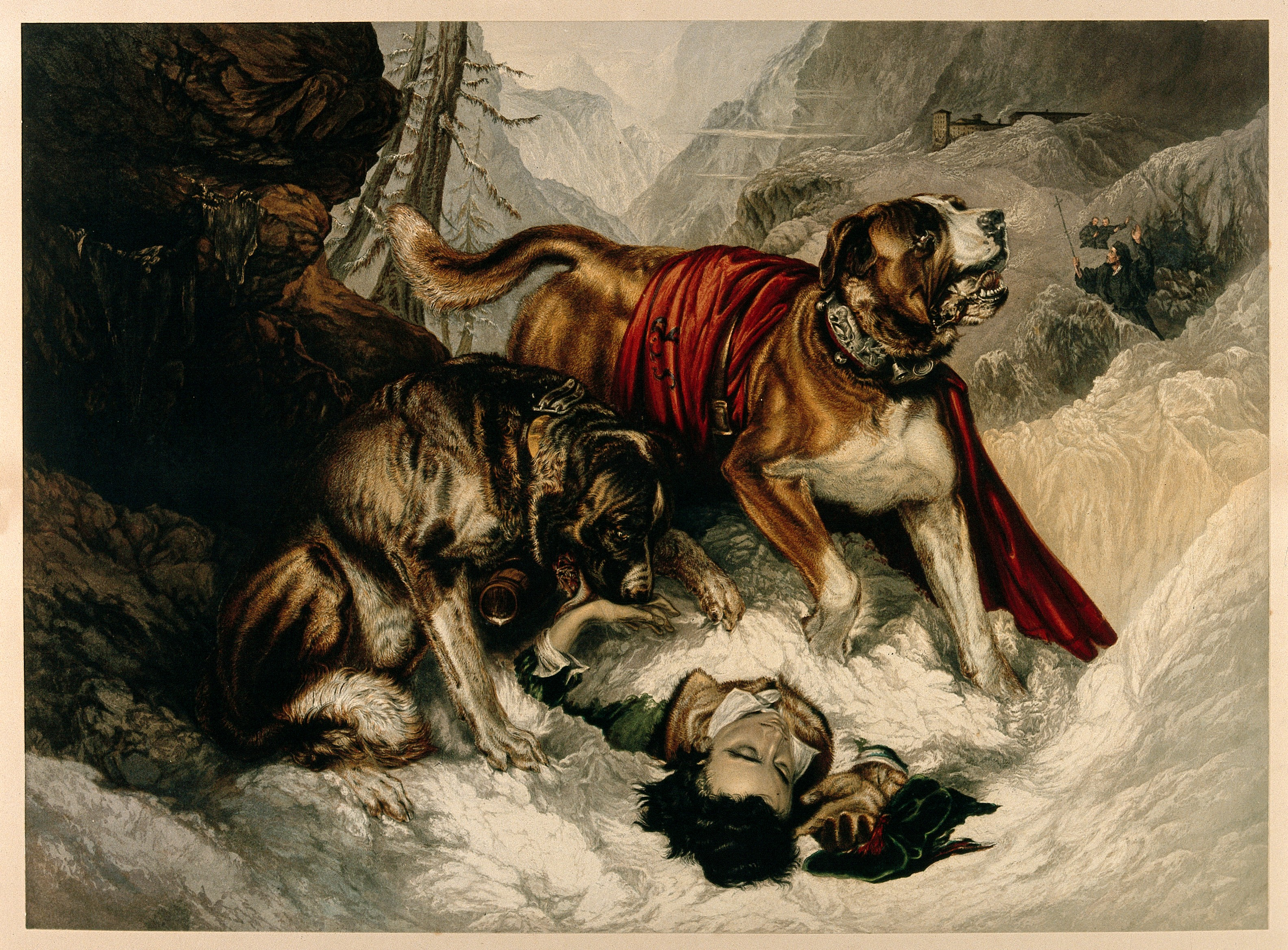
Alpine Mastiffs Reanimating a Distressed Traveler, Edwin Landseer, 1820

### Mythen en legenden
Sint-bernards worden in de popcultuur vaak afgebeeld met een vat aan hun halsband dat, afhankelijk van aan wie men het vraagt, gevuld zou zijn met brandewijn, whisky of cognac. Men gelooft dat de honden deze droegen zodat verloren reizigers hiervan meteen een slok zouden kunnen nemen wanneer ze werden gevonden door de honden, zogezegd om op te warmen. In feite zorgt alcohol ervoor dat de bloedvaten verwijden, wat maakt dat het bloed zich sneller verspreidt door de huid en bijgevolg koelt het lichaam sneller af. Het zou dus zeer nadelig zijn om een slachtoffer dat gevangen zit in een sneeuwstorm alcohol aan te bieden.
De honden hebben deze vaten ook nooit gedragen, ze zijn de uitvinding van een jongeman genaamd Edwin Landseer. In 1820 schilderde Landseer, een animalier uit Groot-Brittannië, toen 17 jaar, een werk met als titel de Alpine Mastiffs Reanimating a Distressed Traveler ('Alpine mastiffs reanimeren een verontruste reiziger'). Het schilderij toont twee sint-bernards die zich ontfermen over een reiziger in nood, één hond blaft in alarm, de andere hond likt de hand van de reiziger. Die laatste draagt een halsband waaraan een vat is vastgebonden. Landseer beweerde dat het brandewijn bevatte.
Het schilderij was zo populair dat het beeld van de sint-bernard met het wijnvaatje rond de nek tot op heden is blijven hangen in het collectief geheugen van het publiek.

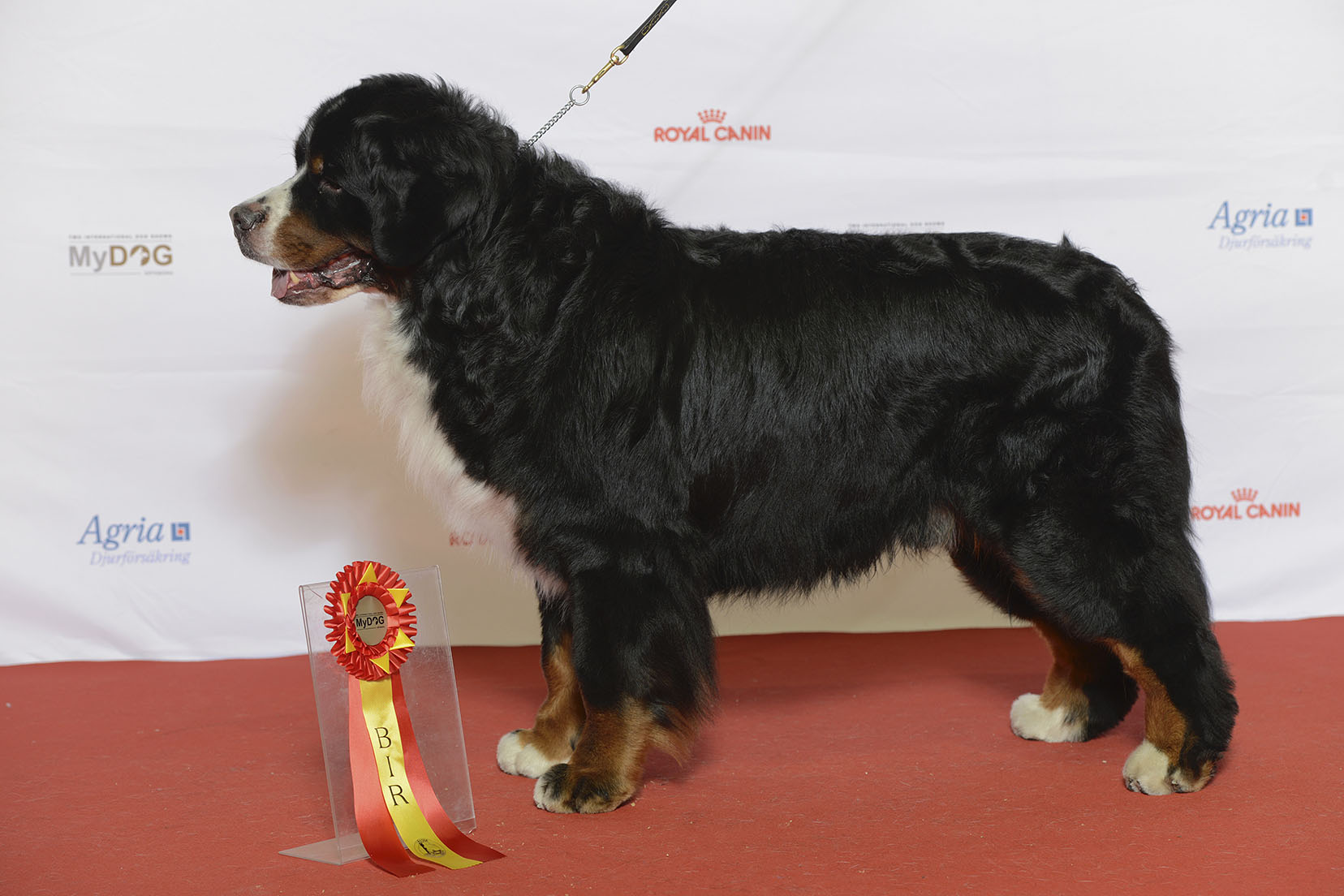
Berner sennenhond

## Verwantschap
Het ras toont opvallende gelijkenissen met de Engelse mastiff, waarmee het een gemeenschappelijke voorouder heeft, de alpine mastiff. De moderne sint-bernard verschilt enorm van de oorspronkelijke honden die werd gehouden in het Grote Sint-Bernhard Hospitium. Het opvallendst is het verschil in grootte en omvang. Sinds eind 19e eeuw werd het ras continu verbeterd en verfijnd met behulp van andere rassen uit de molosserfamilie, zoals de Pyrenese berghond, grote Zwitserse sennenhond, Berner sennenhond, Duitse dog, Engelse mastiff en vermoedelijk ook de Tibetaanse mastiff en de Kaukasische owcharka. Het zou kunnen dat andere rassen, zoals de rottweiler, de boxer en de Engelse buldog, eveneens hebben bijgedragen aan de bloedlijn van de moderne sint-bernard. Er wordt vermoed dat vele van deze grote hondenrassen werden gebruikt om elkaar te herontwikkelen en om uitsterven na de Tweede Wereldoorlog te voorkomen. Dit kan verklaren waarom zoveel van hen een rol hebben gespeeld in het creëren van de sint-bernard zoals we die vandaag de dag kennen.

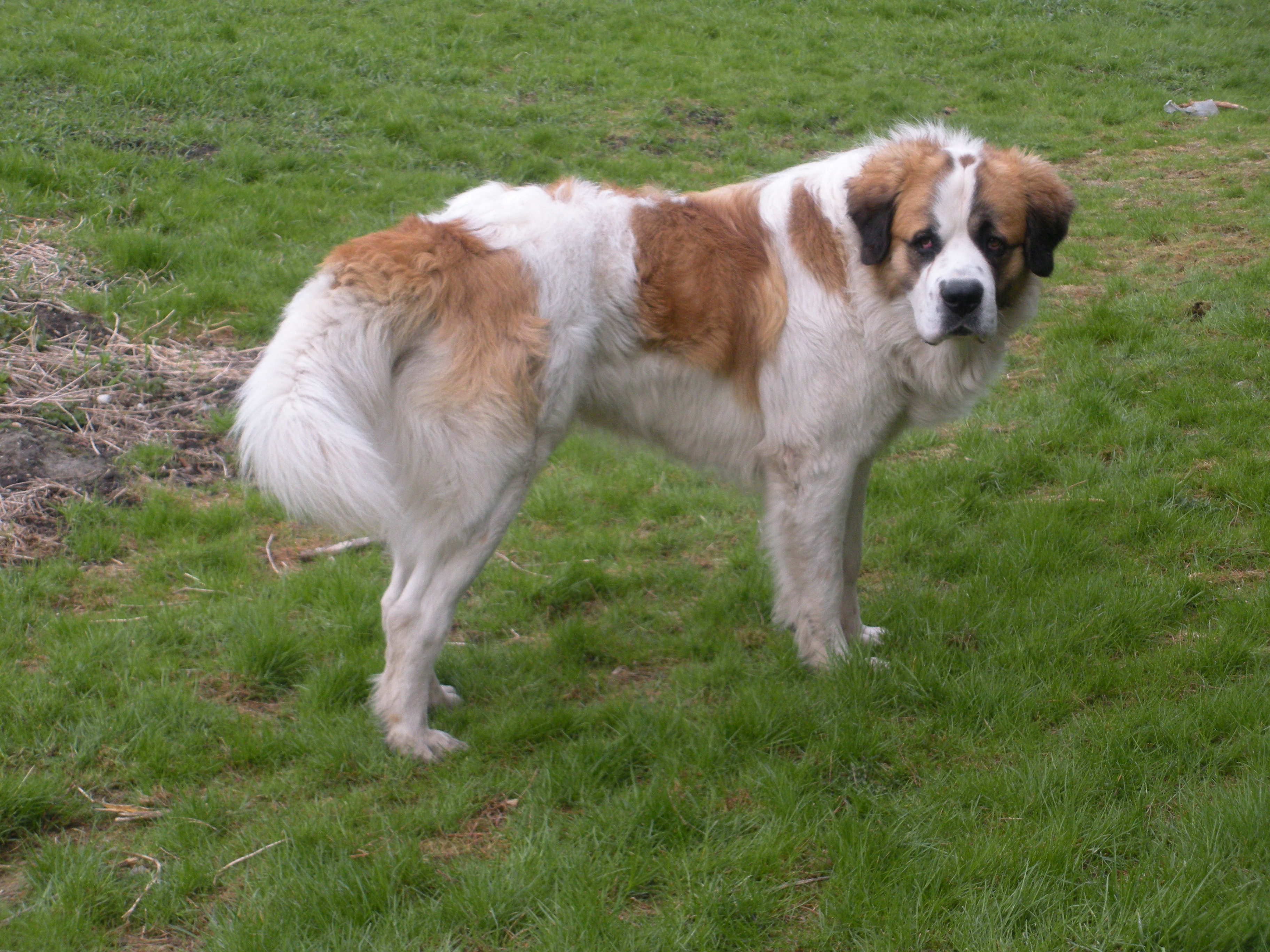
Moskovitische waakhond

De vier sennenhondrassen – de grote Zwitserse sennenhond, de Berner sennenhond, de Appenzeller sennenhond en de Entlebucher sennenhond – zijn vergelijkbaar in uiterlijk en delen ook dezelfde locatie en geschiedenis met de sint-bernard. De sennenhonden zijn echter driekleurig in plaats van rood met wit zoals de sint-bernard.
Kennels van het Russische leger kruisten de sint-bernard met de Kaukasische owcharka en creëerden zo de Moskovitische waakhond. Deze wordt nog steeds gefokt en gebruikt als militaire hond in Rusland.
De sint-bernard deelt vele karakteristieken met andere berghondenrassen.

## Popcultuur
- Een sint-bernard speelt de hoofdrol in Beethoven, een komische familiefilm uit 1992 over een hond die vernoemd is naar Ludwig van Beethoven. De film was zo populair dat er nog zeven vervolgen op kwamen.
- In het boek Cujo van Stephen King terroriseert een met rabiës besmette sint-bernard een moeder met haar zoontje. Het boek is verfilmd in 1983.

Affenpinscher ·
Aidi ·
Anatolische herder ·
Appenzeller sennenhond ·
Argentijnse dog ·
Berner sennenhond ·
Bordeauxdog ·
Boxer ·
Broholmer ·
Bullmastiff ·
Ca de Bou ·
Cane corso ·
Cão da Serra da Estrela ·
Cão de Castro Laboreiro ·
Centraal-Aziatische owcharka ·
Cimarrón Uruguayo ·
Ciobanesc Romanesc de Bucovina ·
Deens-Zweedse boerderijhond ·
Dobermann ·
Dogo Canario ·
Duitse dog ·
Duitse pinscher ·
Dwergpinscher ·
Dwergschnauzer ·
Engelse buldog ·
Entlebucher sennenhond ·
Fila brasileiro ·
Grote Zwitserse sennenhond ·
Hollandse smoushond ·
Hovawart ·
Kaukasische owcharka ·
Kraški ovčar ·
Landseer ECT ·
Leonberger ·
Mastiff ·
Mastín del Pirineo ·
Mastín español ·
Mastino napoletano ·
Middenslagschnauzer ·
Newfoundlander ·
Oostenrijkse pinscher ·
Pyrenese berghond ·
Rafeiro do Alentejo ·
Riesenschnauzer ·
Rottweiler ·
Šarplaninac ·
Shar-pei ·
Sint-bernard ·
Tibetaanse mastiff ·
Tornjak ·
Tosa ·
Zwarte Russische terriër